# Chiến dịch Matterhorn
Chiến dịch Matterhorn là một chiến dịch quân sự của Không lực Hoa Kỳ trong Thế chiến II bằng các cuộc ném bom chiến lược nhằm vào lực lượng Nhật Bản thực hiện bởi những chiếc máy bay B-29 Superfortress xuất phát từ Ấn Độ và Trung Quốc. Mục tiêu bao gồm căn cứ trên chính quốc Nhật cũng như ở Trung Quốc và Đông Nam Á. Matterhorn trong tiếng Anh có nghĩa là một ngọn núi hiểm trở khó vượt qua.

## Lên kế hoạch
Kế hoạch đặt các máy bay ném bom Superfortresses in ở Trung Quốc được đưa ra đầu tiên tại hội nghị Casablanca vào tháng 1-1943. Trong khi kế hoạch đang được cân nhắc, thì Hội đồng chỉ huy Mỹ-Canada, gặp nhau ở Quebec vào tháng 8, ấn định những bước đi tiếp theo ở trung tâm Thái Bình Dương bao gồm việc bao bây quần đảo Mariana. Từ nơi này các máy Mỹ có thể thực hiện các cuộc hành trình ngắn hơn đến Tokyo cũng như quân Mỹ dễ dàng tiếp tế cho bất cứ nơi nào trên Thái Bình Dương. Tháng 9, hội đồng chỉ huy kết luận rằng các máy bay B-29 ở Trung Quốc sẽ gặp nhiều khó khăn vì vấn đề hậu cần. Tuy nhiên, Tổng thống Franklin D. Roosevelt thiên về việc để các máy bay ném bom cất cánh từ Trung Quốc vì ông không thể đợi cho đến khi quần đảo Mariana bị chiếm để thực hiện các cuộc ném bom về Nhật Bản và một lẽ muốn giúp đỡ các lực lượng của Trung Quốc chống lại Nhật. Tại hội nghị Sextant ở Cairo vào cuối năm 1943, ông đã hứa với Tưởng Giới Thạch rằng các máy bay ném bom hạng nặng sẽ đến nước này. Tướng Arnold ủng hộ kế hoạch này như một biện pháp tạm thời, nhưng vẫn nghiêng về kế hoạch ném bom chiến lược được thực hiện từ quần đảo Mariana, khi mà những sân bay ở đây đã sẵn sàng.
Chiến dịch Matterhorn được triển khai bởi by Brig. Gen. Kenneth Wolf vào tháng 10-1943 và được nhiệm vụ này được giao cho đơn vị điều phối chỉ huy ném bom XX Bomber Command. Ban đầu chiến dịch mang tên "Mặt trời mọc" dựa trên ý tưởng được đưa ra bởi Tổng thống Franklin D. Roosevelt tại hội nghị Casablanca và từ kế hoạch phản công "Chạng vạng" đưa ra bởi Gen. Joseph Stilwell. Theo kế hoạch, những sân bay ở Trung Quốc sẽ được tiếp tế bằng những chuyến bay xuất phát từ the Hump ở Ấn Độ. Ban đầu trong kế hoạch "Mặt trời mọc", các máy bay Mỹ sẽ xuất phát từ Quảng Tây miền Nam Trung Quốc. Nhưng trước áp lực ngày càng tăng của quân Nhật chống lại các lực lượng của Stillwell and Gen. Claire Chennault, chiến dịch Matterhorn phải dời các sân bay vào Thành Đô, một thành phố nằm sâu trong nội địa Trung Quốc.
Gen. Henry H. Arnold chấp nhận kế hoạch vào ngày 12 tháng 10 và trình lên Bộ tổng tham mưu Liên quân Hoa Kỳ sau khi thuyết phục Tổng thống Roosevelt, thông qua trung gian là Tướng Gen. George C. Marshall, rằng không thể thực hiện các cuộc ném bom Nhật Bản chừng nào quần đảo Mariana chưa nằm trong tay quân Đồng Minh. Tuy nhiên Tổng thống Roosevelt không hài lòng với kế hoạch vì theo đó chiến dịch sẽ bắt đầu vào ngày 1 tháng 6-1944. Trong khi đó ông đã hứa với Tưởng Giới Thạch rằng các máy bay Mỹ sẽ đến Trung Quốc vào ngày 1 tháng 1-1944, nhưng ông cũng đưa ra điều kiện rằng chiến dịch sẽ diễn ra trong 1 năm.
Trung tâm của chiến dịch là các máy bay ném bom B-29, có tầm bay lên đến 1,500 dặm (2,400 km); hầu hết 90% lượng bom dội lên nước Nhật là được thực hiện bởi các máy bay kiểu này.

## Chiến dịch
Tháng 12 năm 1943 các nhóm tiền tiêu thuộc Không lực Hoa Kỳ đến Ấn Độ để chỉ huy việc xây dựng các sân bay ở Ấn Độ và Trung Quốc. Hàng nghìn nhân công người Ấn được tuyển mộ để xây dựng 4 sân bay nằm ở phía Đông Ấn Độ thuộc Kharagpur. Đồng thời cách đó 1.000 dặm về phía Đông bắc, vượt qua dãy Himalaya, khoảng 350.000 công nhân Trung Quốc được huy động để xây dựng các sân bay chính dùng trong chiến dịch gần Thành Đô miền Tây Trung Quốc. Đến tháng 4-1944, bốn phi đội B-29 đã sẵn sàng cho cho trận oanh tạc, và tám sân bay được hoàn thành.
Những bân bay đó là:
| - Phi đội ném bom 40 Đóng ở: sân bay Chakulia, Ấn Độ Được triển khai tới: sân bay Hsinching (A-1), Trung Quốc - Phi đội ném bom 444 Đóng ở: sân bay Dudhkundi, Ấn Độ Được triển khai tới: sân bay Kwanghan (A-3), Trung Quốc | - Phi đội ném bom 462 Đóng ở: sân bay Piardoba, Ấn Độ Được triển khai tới: sân bay Kuinglai (Linqiong) (A-5), Trung Quốc - Phi đội ném bom 468 Đóng ở: sân bay Kalaikunda, Ấn Độ Được triển khai tới: sân bay Pengshan (A-7), Trung Quốc |

Để thống nhất sự chỉ huy đối với các đơn vị trong chiến dịch và tránh các hành động ném bom trùng lặp một cách không cần thiết, Bộ tham mưu Liên quân Hoa Kỳ đồng ý hợp nhất bốn phi đội trên thành nhánh không lực 20 (tiếng Anh: Twentieth Air Force) chuẩn bị cho các bước tiếp theo trong chiến dịch Matterhorn.
Với tư cách là người thực thi kế hoạch trong Bộ tham mưu, Arnold nhận lãnh trách nhiệm chỉ huy trực tiếp nhánh không lực 20. Đồng thời Phi đội cũng nhận lệnh trực tiếp từ Ban tham mưu không quân Hoa Kỳ. Một cách không chính thức, Brig. gen. Haywood S. Hansell đã nhận lãnh chức vụ trưởng ban tham mưu và chỉ huy của nhánh không lực 20 sau khi Arnold trải qua một cơn nhồi máu cơ tim vào tháng 5. Sự chỉ huy tập trung các máy bay ném bom B-29 trên các mặt trận và trong từng nhiệm vụ từ Washington đã đánh dấu đây là loại vũ khí chiến lược tối quan trọng của quân đội Mỹ trong Thế chiến II. Cùng tháng đó, những chiến máy bay B-29 đầu tiên đến Ấn Độ, sau khi đã trải qua chuyến hành trình xuyên Đại Tây Dương khởi đầu từ căn cứ Morrision, Florida đến Natal, Brazil rồi đi qua Bắc Phi, sau cùng qua bán đảo Ả Rập và Iran. Dẫn đầu đoàn bay là Thiếu tướng Kenneth B. Wolfe, chỉ huy của đơn vị chỉ huy và điều phối ném bom XX Bomber Command, đơn vị này sau đó đã được chỉ định thuộc nhánh không lực 2 cùng tham gia với nhánh không lực 20 trong chiến dịch. Các cơ quan chỉ huy của Sư đoàn không quân 58 cũng đã dời đến Ấn Độ trong mùa xuân năm 1944. Đây là cánh duy nhất hoạt động ở lục địa châu Á dưới quyền của XX Bomber Command.
Dưới sự chỉ huy của Bộ tham mưu liên quân, phi đội 20 thực hiện các cuộc ném bom vào các cơ sở luyện than và nhà máy thép của Nhật ở Mãn Châu và đảo Kyūshū. Chặn đứng mọi nỗ lực sản xuất của nền công nghiệp Nhật nhằm duy trì tiếp tế cho quân đội của họ. Danh sách mục tiêu cũng bao gồm các hải cảng và nhà máy chế tạo máy bay. Chiếc máy bay B–29 đầu tiên thực thi phi vụ vào ngày 5 tháng 6-1944, nhắm vào các cơ sở chế tạo đường ray của Nhật tại Bangkok, Thái Lan, cách căn cứ 1000 dặm. Trong 98 lần B-29 cất cánh từ các sân bay Ấn Độ có 77 lần thực hiện thành công, ném tổng cộng 368 tấn bom. Được khích lệ bởi kết quả thành công trên, đơn vị XX Bomber Command tích cực chuẩn bị cho các phi vụ tiếp theo nhằm vào chính quốc Nhật Bản.
Mười ngày sau, 68 máy bay Superfortress cất cánh vào ban đêm từ Thành Đô để tấn công vào nhà máy sắt và thép Đế quốc tại Yawata trên đảo Kyūshū, cách Thành Đô hơn 1500 dặm. Đây chính là sự kiện mở màng cho các cuộc ném bom chiến lược nhắm vào chính quốc Nhật kể từ trận trận không kích Doolittle lần đầu tiên vào tháng 4-1942. Tương tự như phi vụ Doolittle, kết quả của lần không kích này cũng không mấy hiệu quả. Chỉ có 47 chiếc B–29 trong phi đội 68 chiếc đánh trúng vào mục tiêu định trước; 4 trong số đó phải hủy chuyến bay vì sự cố kỹ thuật, 4 chiếc nữa bị rơi khi thực thi nhiệm vụ, 6 chiếc khác phải bỏ lại bom khi bay vì các khó khăn kỹ thuật, và những chiếc còn lại thì không kích không đúng vào mục tiêu dự định. Chỉ duy nhất một chiếc B-29 tổn thất do máy bay đối phương.
Sau đợt ra quân mở màng, không một chiếc B-29 nào cất cánh cho đến khi một phi vụ hoàn chỉnh được hoạch định xong ngày 7 tháng 7-1944. Trong lúc đó, Arnold, càng lúc mất kiên nhẫn với sự tiến triển chậm chạp của Wolfe, đã quyết định tạm thời thay thế Wolfe bằng Chuẩn tướng LaVern G. Saunders cho đến khi Thiếu tướng Curtis E. LeMay có thể nhận lấy trách nhiệm chỉ huy sau chuyến đi từ châu Âu. Nhưng thật trớ trêu là, thời gian 3 tuần trì hoãn giữa 2 phi vụ đã bộc lộ ra nhiều vấn đề tồn tại đã khiến cho quân Mỹ không thể thực hiện được một chiến dịch ném bom lâu dài từ các căn cứ ở Trung Quốc nhằm vào Đế quốc Nhật. Mỗi chiếc B–29 khi thực thi nhiệm vụ cần một lượng lượng nhiên liệu và bom nhiều vô kể. Để đáp ứng được nhu cầu đó, thường xuyên có các chuyến bay con thoi đi và về giữa các căn cứ ở Trung Quốc và Ấn Độ băng qua dãy núi Himalaya cao nhất thế giới. Tính trung bình để một chiếc B-29 hoàn thành một phi vụ phải cần tới 8 chuyến bay vận tải đi và về quanh căn cứ the Hump. Ngay cả khi đơn vị Chỉ huy không vận đảm đương nhiệm vụ hậu cần cho các căn cứ ở Trung Quốc đến cuối năm 1944, một lượng nhiên liệu và bom đầy đủ dường như chưa bao giờ đến được Thành Đô.
Tầm hoạt động của các máy bay cũng là một vấn đề nan giải khác. Thành phố Tokyo, phía Đông Honshū, cách các sân bay ở Trung Quốc hơn 2000 dặm, nằm ngoài tầm với của máy bay B–29. Đảo Kyūshū, ở cực nam Nhật Bản, là nơi duy nhất trên chính quốc Nhật mà tầm bay 1.600 dặm của máy bay Superfortress có thể vươn tới.
Bên cạnh đó, những chiếc máy bay ném bom khổng lồ này luôn gặp phải những vấn đề kỹ thuật, đã khiến cho một số chiến B-29 không thể cất cánh, và buộc vài chiếc khác phải quay trở lại căn cứ trước khi máy bay có thể thả bom. Thậm chí đến lúc máy bay đã tiếp cận được mục tiêu, thì các phi công cũng gặp khó khăn trong việc đánh bom một cách chính xác, một phần vì những đám mây che phủ hay các luồn gió trên cao. Một đội hình bay lớn hơn gồm nhiều chiếc B-29 có thể giúp khắc phục sự thiếu chính xác trong ném bom. Tuy nhiên Saunders đã không có đủ số máy bay để thiết lập một đội hình như vậy. Hơn nữa, Phi đội không lực 20 còn phải định kỳ chia bớt số máy bay họ có từ bỏ các mục tiêu chiến lược quay sang hỗ trợ quân Đồng Minh ở chiến trường Đông Nam Á và Tây Nam Thái Bình Dương. Vì những lý do trên, đơn vị XX Bomber Command và những chiếc B-29 thất bại phần lớn trong việc thực hiện lời hứa của họ.
Ngày 20 tháng 8,chỉ huy mới LeMay bắt đầu thổi một luồng sinh khí mới vào đơn vị XX Bomber Command. LeMay đã từng chỉ huy nhánh không lực 8 và đã thu được nhiều thành tích đáng kể với các chiến dịch ném bom chiến lược tại chiến trường châu Âu, bằng việc thử nghiệm nhiều chiến thuật mới như đội hình chữ chi, combat box, và ném bom kiểu straight-and-level. Vị Tướng 2 sao trẻ nhất trong Không lực Hoa Kỳ này cũng xem xét lại các chiến thuật, đồng thời siết chặt và mở rộng đội hình máy bay, và đặc biệt nâng cao khả năng đánh bom chính xác của các phi công. LeMay là người đã mở lớp huấn luyện đặc biệt cho các phi công chỉ huy đội bay sao cho cả phi đội có thể cùng một lúc ném bom vào quân đối phương từ tín hiệu máy bay chỉ huy.
Trong hai tháng đầu tiên tại đơn vị XX Bomber Command, LeMay đã đạt được một số thành công nhỏ hơn hai vị tiền nhiệm Wolfe hay Saunders. Trung bình mỗi tháng tiếp theo, đơn vị thực hiện một phi vụ ném bom trên lãnh thổ Nhật. Khi Tướng chiến dịch đổ bộ lên Philippines Douglas MacArthur diễn ra vào tháng 10-1944, LeMay phải đưa một số máy bay B-29 chuyển từ đánh phá các nhà máy thép của quân Nhật sang các căn cứ và nhà máy chế tạo máy bay ở Đài Loan, Kyūshū, và Mãn Châu.
Trong khi đó, LeMay giành được sự ủng hộ của Lãnh tụ Cộng sản Mao Trạch Đông, người đang kiểm soát một số vùng ở miền Bắc Trung Quốc. Với tinh thần sẵn sàng giúp đỡ lẫn nhau chống lại kẻ thù chung, Mao đồng ý sẽ hỗ trợ các phi công Mỹ bị quân Nhật bắn rơi không để lọt vào tay người Nhật vào giúp họ trú ngụ ở miền Bắc Trung Quốc, đồng thời các trạm khí tượng ở đây sẽ cung cấp thông tin chính xác hơn cho những chuyến bay của đơn vị XX Bomber Command đến Mãn Châu và Kyūshū. Đổi lại Mao cũng hi vọng người Mỹ công nhận chính quyền Cộng sản của ông, Mao cũng đề nghị các máy bay B–29 có thể đặt ở miền Bắc tương tự như trong vùng kiểm soát của Tưởng Giới Thạch ở miền Nam. LeMay từ chối những yêu cầu trên bởi lẽ ông biết rằng những điểm yếu về hậu cần không cho phép quân Mỹ có thêm một căn cứ nào nữa ở Trung Quốc.
Vị cựu chỉ huy ném bom chiến trường châu Âu này tiếp tục thử nghiệm các kỹ thuật và chiến lược mới và ông nhanh chóng đưa vào Trung Quốc nhiều loại bom cháy đã được sử dụng bởi quân Anh chống lại Đức Quốc xã. Cuối năm 1944, chiến dịch tấn công của Nhật Bản (mang mật danh chiến dịch Ichi-Go) nhằm vào các máy bay B–29 và đơn vị không vận Air Transport Command đóng tại Thành Đô and Côn Minh. Để cản trở bước tiến quân Nhật, Maj. Gen. Claire L. Chennault chỉ huy nhánh không lực 14 yêu cầu thực hiện các cuộc không kích vào hậu cần quân Nhật tại Hán Khẩu, và Hội đồng tham mưu liên quân đã trực tiếp chỉ định LeMay thực hiện nhiệm vụ. Ngày 18 tháng 12, LeMay phát động cuộc không kích với 84 chiếc B–29 bay ở độ cao trung bình mang theo hàng trăm tấn bom cháy. Cuộc tấn công đã làm cho Hán Khẩu bị chìm trong biển lửa trong 3 ngày, và chứng tỏ sự hiệu quả đặc biệt của các vũ khí cháy nhằm vào các cấu trúc nhà gỗ ở Viễn Đông.
Vào cuối năm 1944, sau Chiến dịch quần đảo Mariana và Palau quân Mỹ có lập tức xây dựng tại đây các sân bay để thực hiện việc ném bom chính quốc Nhật. Điều này khiến cho việc duy trì các căn cứ ở Trung Quốc trở nên không cần thiết khi mà họ có thể dễ dàng đáp ứng hậu cần cho các căn cứ trên quần đảo Mariana cũng như tầm bay của B-29 không còn bị hạn chế ở vài mục tiêu trên lãnh thổ Nhật. Tháng 1-1945, đơn vị XX Bomber Command rời Trung Quốc và tập trung vào chỉ huy Sư đoàn không quân 58 ở Ấn Độ. Sự chuyển giao nhiệm vụ này đánh dấu sự thúc của chiến dịch Matterhorn. Cùng tháng này, LeMay đến quần đảo Mariana, chuyển giao nhiệm vụ chỉ huy XX Bomber Command ở Ấn Độ cho Brig. Gen. Roger M. Ramey. Giữa tháng 1 và tháng 3, những chiếc B–29 của Ramey trợ giúp Mountbatten trong mặt trận Đông Nam Á, bằng việc đánh phác các hải cảng ở Đông Dương, Thái Lan, và Miến Điện. Các mục tiêu khác của Phi đội bao gồm các nhà máy lọc dầu và sân bay ở Singapore, Malaya, và Đông Ấn. Sư đoàn 58 là đơn vị duy nhất hoạt động dưới sự chỉ hay của XXI Bomber Command cho đến tháng 3-1945, rồi sau đó chuyển sang hoạt động ở quần đảo Mariana dưới sự chỉ huy của đơn vị XXI Bomber Command.

## Kết quả
Sau đó, một bản tóm tắt về những kết quả chiến dịch đã tổng kết "Xấp xỉ 800 tấn bom được thả xuống lãnh thổ Nhật bởi những chiến B-29 xuất phát từ các căn cứ ở Trung Quốc từ tháng 6-1944 đến tháng 1-1945. Tuy nhiên những kết mục tiêu đã đề ra của chiến dịch không đạt được vì thiếu hộ trợ cần thiết cũng như sự kém chính xác trong các đợt ném bom." Đơn vị XX Bomber Command đã thất bại trong việc thực hiện những mục tiêu chiến lược được đặt ra khi bắt đầu chiến dịch Matterhorn, mà nguyên nhân chủ yếu bởi vấn đề hậu cần, khó khăn kỹ thuật, vị trí dễ bị tấn công của các căn cứ ở Trung Quốc (xem chiến dịch Ichi-Go), và đặc biệt là khoảng cách từ các căn cứ đến mục tiêu quá lớn. Tuy vậy những máy bay B–29 cũng đã đạt được một số kết quả nhất định bằng việc đánh lạc hướng quân Nhật và hỗ trợ lực lượng của Tưởng Giới Thạch, kế hoạch phòng vệ của MacArthur ở Philippine, và nỗ lực Mountbatten tại Mặt trận Miến Điện, kết quả của những chiến B-29 có phần thành công hơn các chiếc B-17 Flying Fortress và B-24 Liberator nằm trong thành phần nhánh không lực 14, 15, 13, và 10.
Chennault xem xét lại khả năng thực thi nhiệm vụ của nhánh không lực 20 và cho rằng công tác hậu cần lẽ ra có thể tốt hơn nếu như được đảm trách bởi nhánh không lực 14. Đơn vị XX Bomber Command tiêu tốn hết 15% lượng hàng tiếp tế qua căn cứ Hump bằng không vận mỗi tháng trong chiến dịch Matterhorn. Trung tướng Albert C. Wedemeyer, người thay thế Trung tướng Joseph W. Stilwell với tư cách là chỉ huy cao cấp tại chiến trường Trung Quốc, đồng ý với Chennault. Cả hai đều hài lòng khi các máy bay B-29 kết thúc nhiệm vụ và rời khỏi Trung Quốc. Nhưng cho dù có những trở ngại như vậy, chiến dịch Matterhorn đã góp phần hỗ trợ các nỗ lực của lực lượng Đồng Minh. Bằng việc đặt căn cứ tại Trung Quốc đã giúp nâng cao tinh thần quân đội nước này và quan trọng hơn nữa là tạo điều kiện cho các cuộc ném bom chiến lược tiếp diễn sáu tháng sau đó từ quần đảo Mariana. Chiến dịch cũng chứng tỏ ưu thế vượt trội của máy bay B-29 so với các máy bay tiêm kích và pháo phòng không của quân Nhật. Đồng thời kinh nghiệm tổ chức và ném bom thu thập được đã giúp ích cho việc tổ chức và cải thiện chiến thuật cho các chiến dịch sau.

## Chỉ huy chiến dịch
Nhằm hạn chế sự phân tán các máy bay B-29 vào chiến dịch dội bom Nhật Bản, đặc biệt bởi Đô Đốc Nimitz, người nắm quyền chỉ huy mọi hoạt động ở trung tâm Thái Bình Dương; Đại tướng Henry "Hap" Arnold trao quyền quản lý nhân sự của nhánh Không lực 20 cho Chuẩn tướng Haywood S. Hansell (và sau này là chỉ huy của XXI Bomber Command). Tuy nhiên kế hoạch kêu gọi huy động một lực lượng hùng hậu gồm 48 phi đội B-29, với số máy bay dao động trong khoảng 1.000 và 1.500 chiếc, dưới sự chỉ huy của bốn đơn vị điều phối ném bom (đơn vị XX BC chỉ huy 4 phi đội ở Ấn Độ và Trung Quốc, đơn vị XXI BC chỉ huy 16 phi đội ở quần đảo Mariana, đơn vị XXII BC chỉ huy 24 phi đội ở Philippine và Okinawa, đơn vị XXIII BC chỉ huy 4 phi đội ở quần đảo Aleutian) liên tục bị trì hoãn.
Kế hoạch ban đầu của chiến dịch là điều động hai sư đoàn không quân (Sư đoàn không quân 58 và 73) đến Trung Quốc dưới quyền của đơn vị XX Bomber Command đã thay đổi vào ngày 2 tháng 3-1944 khi chỉ có Sư đoàn 58 với một số lượng hạn chế máy bay B-29 được huy động. Vì vậy sau các kết quả ném bom ít ỏi, kế hoạch huy động một lực lượng hùng hậu như thế trở nên không cần thiết và sau khi chiến dịch kết thúc, 4 phi đội đã được chuyển tới Guam vào tháng 4-1945 hoạt động đưới quyền XXI Bomber Command ở Mặt trận Thái Bình Dương.
Bốn sân bay trong chiến dịch được dùng như những trung tâm điều hành của quân Đồng Minh trong Mặt trận Trung Quốc Miến Điện Ấn Độ trong Thế chiến II. Trên thực tế đơn vị XX Bomber Command không nắm quyền chỉ huy trực tiếp nào với bất kì căn cứ, đơn vị, hay lực lượng nào, ngay cả các đối với việc hậu cần. Tuy nhiên chỉ huy trưởng của XX Bomber Command có chức năng báo cáo trực tiếp đối với Bộ tổng Tham mưu liên quân ở Washington và không nằm dưới quyền của Chỉ huy chiến trường Đông Nam Á như các đơn vị còn lại hoạt động ở mặt trận Trung Quốc Miến Điện và Ấn Độ.
Quân đội Anh khi lên kế hoạch triển khai các máy bay ném bom đến khu vực Viễn Đông cho các chiến dịch chống lại quân Nhật, đã đề nghị nhánh không lực 20 được điều hành bởi một ban tham mưu hỗn hợp, cũng giống như lực lượng không quân của quân Đồng Minh ở châu Âu. Tuy nhiên đề nghị này nhanh chóng bị người Mỹ bác bỏ (vì hầu hết lực lượng được huy động đều là từ Hoa Kỳ), sau đó quân đội Anh cũng rút lại đề xuất.

### Các cấp chỉ huy chiến dịch
Tướng Henry "Hap" Arnold nắm quyền chỉ trực tiếp nhánh không lực 20. Chuẩn tướng Haywood S. Hansell là trưởng ban tham mưu của đơn vị này. Các chỉ huy trong đơn vị XX Bomber Command bao gồm:
- Thiếu tướng Kenneth B. Wolfe
- Chuẩn tướng LaVern G. Saunders
- Thiếu tướng Curtis E. LeMay
- Chuẩn tướng Roger M. Ramey